# Jenny Eckhardt
Pour les articles homonymes, voir Eckhardt.
Jenny Eckhardt (née Ecker, dit Eckard ou Eckardt) est une artiste peintre suisse, née le 4 février 1816, à La Chaux-de-Fonds, et morte, emportée par la maladie, le 12 décembre 1850, à Cortaillod, à l'âge de trente-quatre ans.

## Biographie

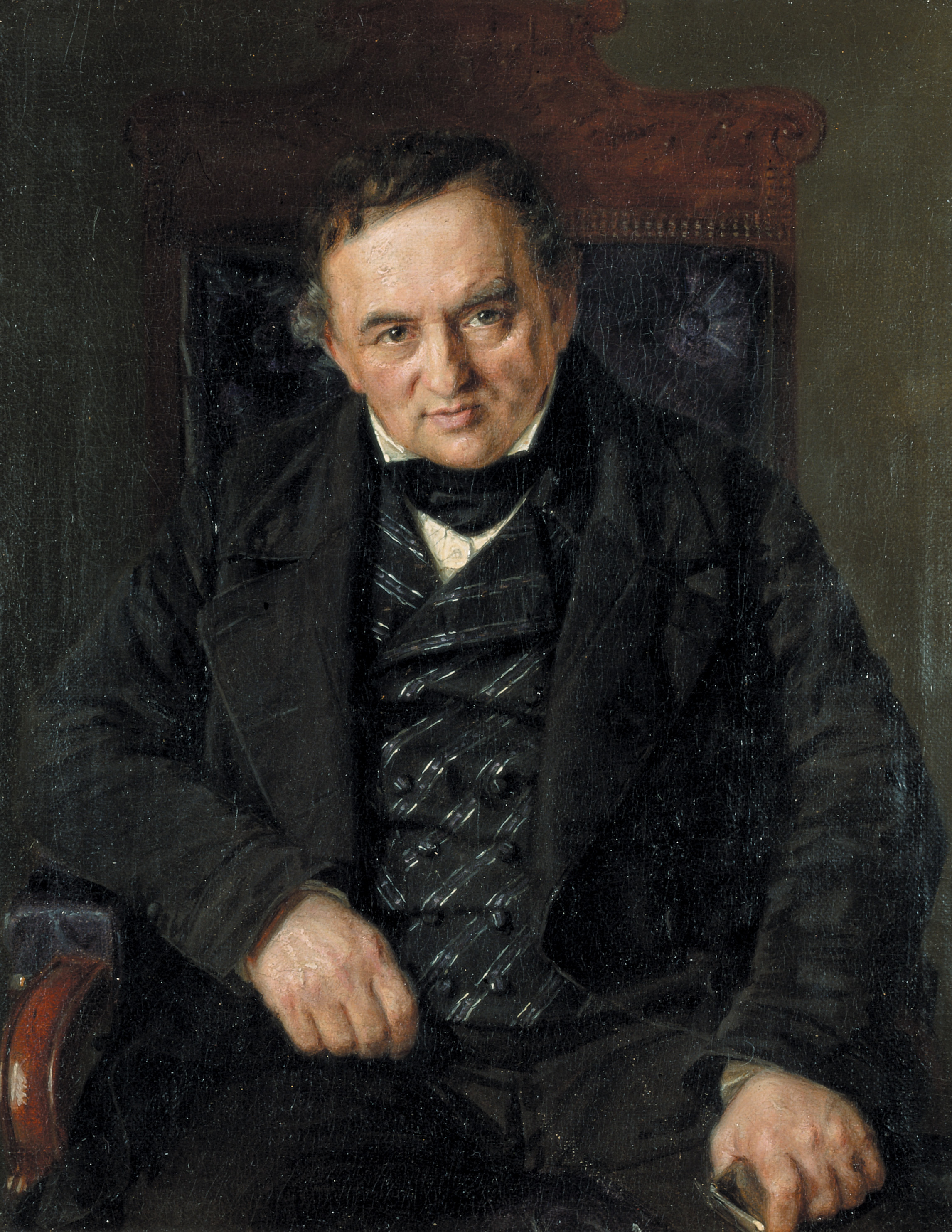
Jenny Eckhardt, Portrait de M. Würflein.

Jenny Eckhardt, originaire de Berne, en Suisse, étudie très tôt le dessin alors qu'elle est à l'assistance publique. Gouvernante à Königsberg, elle est autorisée par ses employeurs à suivre les cours de dessins des enfants dont elle a la garde. Elle termine sa formation à l'Académie des beaux-arts de Düsseldorf, au sein de l'atelier de Karl Ferdinand Sohn dont elle est une élève remarquée.
Malgré les difficultés financières et la misère, elle devient une peintre de portrait reconnue en Allemagne et en Suisse où elle expose en 1840. Grâce à l'encouragement de mécènes, elle se rend à Düsseldorf à deux reprises, à la fin de l'année 1844 et en 1846.
De retour à La Chaux-de-Fonds, en 1845, l'artiste exécute des portraits. Comme elle n'a pas d'atelier, elle se rend de maison en maison, l'hospitalité lui étant offerte le temps de la réalisation du tableau. Elle tisse ainsi des liens étroits avec la bourgeoisie chaux-de-fonnière et du canton de Neuchâtel.
Elle termine sa vie dans le plus grand dénuement.

## Œuvre
Influencée par la peinture de Léopold Robert, elle laisse dernière elle une œuvre de qualité. Plusieurs huiles sur toile et de nombreux dessins font partie des collections du musée des Beaux-Arts de La Chaux-de-Fonds.
Dans ses portraits, « très fins, délicats, d'un dessin correct, d'un coloris sincère et vrai », elle parvient « à saisir la ressemblance avec un bonheur étonnant ». Naturalisme, dépouillement, de la représentation, vérité psychologique des figures sont les éléments qui qualifient le mieux le travail de Jenny Eckhardt.
Plus récemment, certaines de ces œuvres ont été incluses dans l'exposition Jeanne Lombard (1865-1945) et les artistes neuchâteloises : 1908-2008 : complété d'un survol du XIXe en 2008 au musée d'Art et d'Histoire de Neuchâtel, ainsi qu'en marge de l'exposition Claudia et Julia Müller. Der Weiche Blick, au musée des beaux-arts de La Chaux-de-Fonds, en 2019.

## Galerie

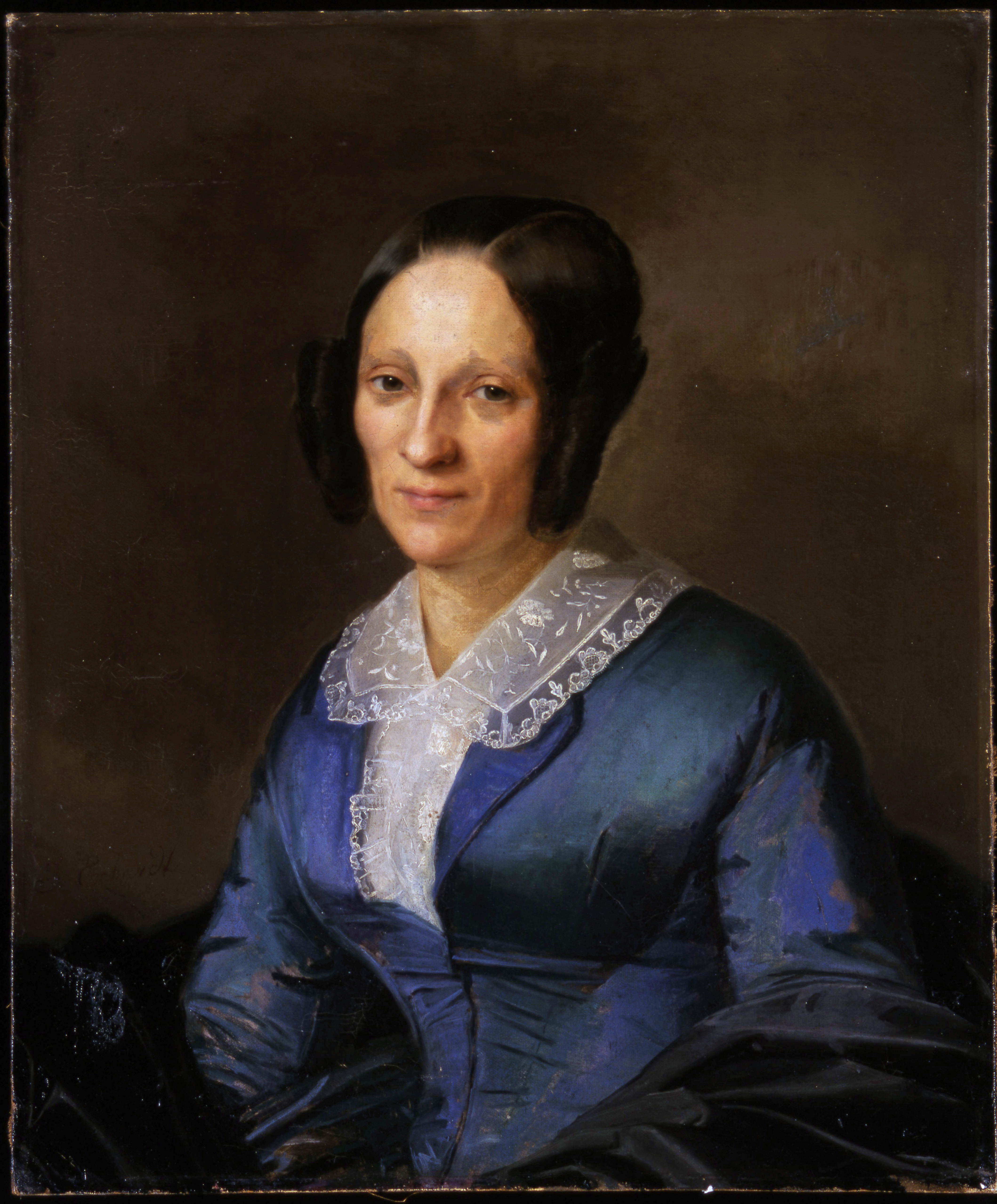
Jenny Eckhardt, Portrait de Mme Laure Jacot, née Sandoz, non daté (1836-1850), Musée des beaux-arts de La Chaux-de-Fonds
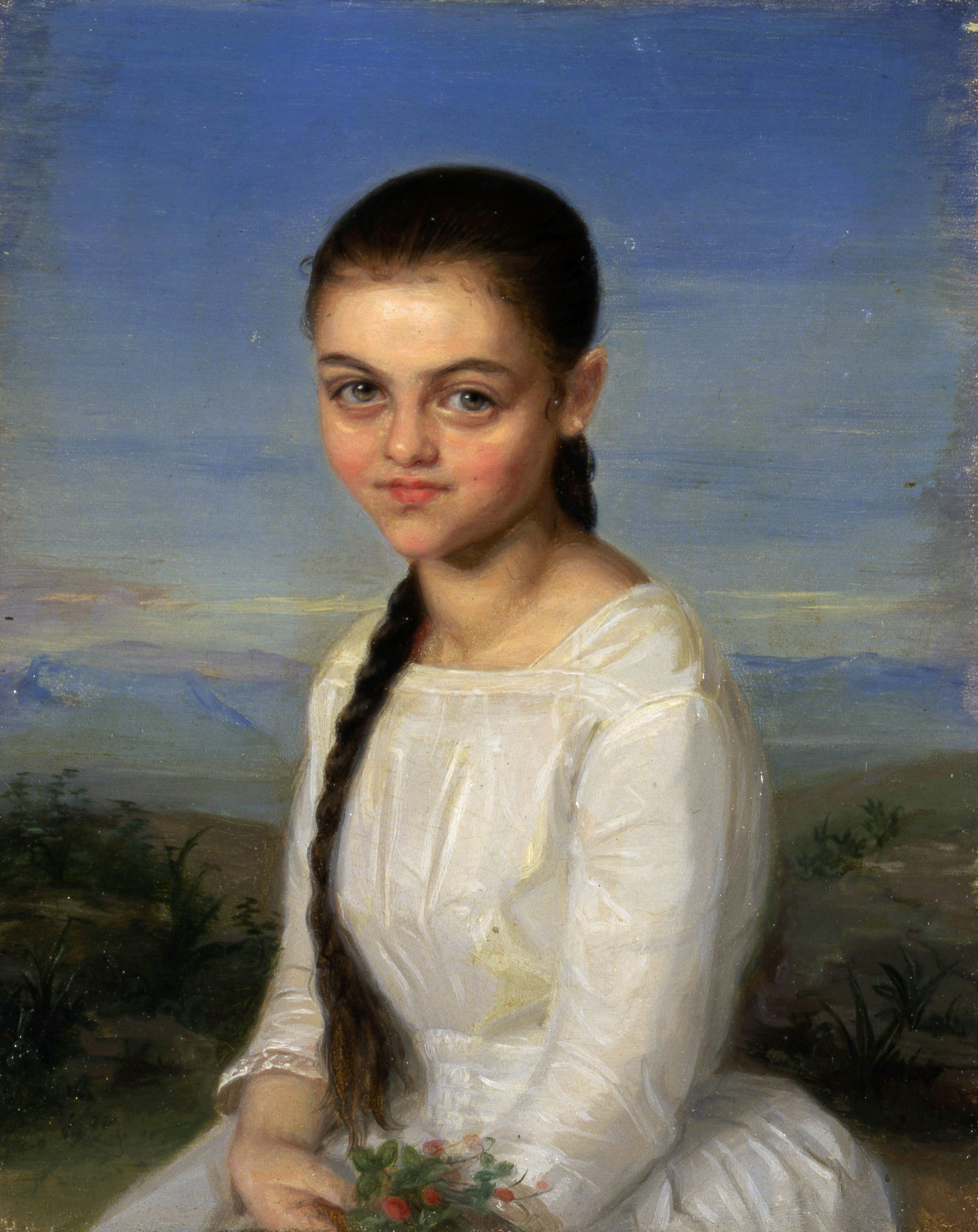
Jenny Eckhardt, Portrait de Julia Nicolet, non daté (vers 1848-1849), Musée des beaux-arts de La Chaux de Fonds